# Delphinium micropetalum
Delphinium micropetalum är en ranunkelväxtart som beskrevs av Achille Eugène Finet och Gagnep.. Delphinium micropetalum ingår i släktet storriddarsporrar, och familjen ranunkelväxter. Inga underarter finns listade i Catalogue of Life.